# Lex Scott Davis
Lex Scott Davis, född 26 februari 1991 i Baltimore, är en amerikansk skådespelare.
Davis har bland annat medverkat i TV-serierna Rebel från 2021 och Florida Man från 2023. Hon har även medverkat i filmen Sweet Girl från 2021.

## Filmografi (i urval)

### Filmer
- 2018 – Superfly
- 2018 – The First Purge
- 2020 – Son of the South
- 2021 – Sweet Girl

### TV-serier
- 2015 – The Exes (TV-serie)
- 2017 – Training Day (TV-serie)
- 2019–2020 – The L Word: Generation Q (TV-serie)
- 2020 – All Rise (TV-serie)
- 2021 – Rebel (TV-serie)
- 2023 – Florida Man (TV-serie)
- 2025 – Suits LA (TV-serie)